# Estrecho Discovery
Estrecho Discovery o Estrecho Pinochet es un estrecho en dirección este-oeste, de aproximadamente 0,6 millas náuticas (1 km) de ancho y 1 milla náutica (2 km) de largo que separa a la isla Guépratte y la península Briggs, en el lado noreste de la isla Anvers, en el archipiélago Palmer. 

## Historia y toponimia
El estrecho fue descubierto por una expedición alemana al mando de Eduard Dallmann en 1873-74, y en 1903-05 fue cartografiado por la Tercera Expedición Antártica Francesa al mando de Jean-Baptiste Charcot. Durante 1927 fue explorado por el personal del Investigaciones Discovery a bordo del Discovery quienes le pusieron el nombre.
En Chile el nombre corresponde al apellido del abogado y escritor Óscar Pinochet de la Barra, del Ministerio de Relaciones Exteriores de Chile, quien participó en la Primera Expedición Antártica Chilena en 1947.

## Reclamaciones territoriales
Argentina incluye al estrecho en el departamento Antártida Argentina dentro de la provincia de Tierra del Fuego, Antártida e Islas del Atlántico Sur; para Chile forma parte de la comuna Antártica de la provincia Antártica Chilena dentro de la Región de Magallanes y de la Antártica Chilena; y para el Reino Unido integra el Territorio Antártico Británico. Las tres reclamaciones están sujetas a las disposiciones del Tratado Antártico.
Nomenclatura de los países reclamantes: 
- Argentina: estrecho Discovery
- Chile: estrecho Pinochet
- Reino Unido: Discovery Sound